# Benümb
Benümb é uma banda de death metal e grindcore de Millbrae, Califórnia nos Estados Unidos formada em 1994. A banda é conhecido por seu som pesado, suas letras agressivas e seus concertos violentos, que incluem fãs de hardcore e de thrash metal. A banda já excursionou com bandas como Spazz, Cephalic Carnage e Pig Destroyer. O último lançamento da banda foi um álbum split com a banda Premonitions Of War lançado em 2005 pela gravadora da banda, Thorp Records. Em 2006, a banda se separou definitivamente, com os membros da banda indo para grupos como Agenda Of Swine, Tortured Conscience e Vulgar Pigeons.

## Formação
- Pete Ponitkoff (vocal)
- Dave Hogarth (guitarra)
- Paul Ponitkoff (guitarra)
- Tim Regan (baixo)
- John Gotelli (bateria)

## Discografia

### Álbuns de estúdio
- Soul Of A Martyr (1998)
- Withering Strands Of Hope (2000)
- By Means Of Upheaval (2004)

### Splits
- Benümb/Short Hate Temper Split (1995)
- Benümb/Apartment 213 Split (1997)
- Benümb/Dukes Of Hazard Split (1997)
- Benümb/Suppression Split (1998)
- Benümb/Agoraphobic Nosebleed Split (2002)
- Benümb/Pig Destroyer Split (2002)
- Benümb/Premonitions Of War Split (2005)
- Benümb/Bad Acid Trip Split (????)

### Coletâneas
- America In Decline (1997)
- Bllleeeeaaauuurrrrgghhh! - A Music War (1997)
- Gear In The Machine (1997)
- Contamination MCMXCVIII (1998)
- Solid: Strip Mining The Underground Since 1990 (1998)
- Reality Part 3 (1999)
- Relapse Sampler (1999)
- Contaminated 1999 (1999)
- Barbaric Thrash Detonation (2000)
- Contaminated 3.0 (2000)
- Hurt Your Feelings (2000)
- Menus With Manpower (2000)
- Contaminated 5.0 (2003)